# Wonderful World (album de Telex)
Pour les articles homonymes, voir Wonderful World.
Albums de Telex
Sex
(1981) Looney Tunes
(1988)
Wonderful World est le quatrième album studio du groupe Telex, paru en 1984.

## Liste des chansons

### Album original
| No  | Titre                  | Durée |
| --- | ---------------------- | ----- |
| 1.  | L'Amour Toujours       | 3:19  |
| 2.  | So Sad                 | 3:32  |
| 3.  | Raised By Snakes       | 3:50  |
| 4.  | It Could Happen To You | 3:07  |
| 5.  | Second Hand            | 3:25  |
| 6.  | Tell Me It's A Dream   | 3:15  |
| 7.  | Vertigo                | 3:39  |
| 8.  | The Voice              | 3:36  |
| 9.  | Radio-Radio            | 3:47  |
| 10. | Wonderful World        | 3:53  |